# Episodi de La casa del guardaboschi (quattordicesima stagione)
La quattordicesima stagione della serie televisiva La casa del guardaboschi è in onda dal 25 aprile 2003 al 22 ottobre 2004 sul canale ZDF.
| nº | Titolo originale    | Titolo italiano | Prima TV Germania | Prima TV in italiano |
| -- | ------------------- | --------------- | ----------------- | -------------------- |
| 1  | Hetzjagd            |                 | 25 aprile 2003    |                      |
| 2  | Abschied von Senta  |                 | 2 maggio 2003     |                      |
| 3  | Neue Wege           |                 | 9 maggio 2003     |                      |
| 4  | Ronja               |                 | 16 maggio 2003    |                      |
| 5  | Anfang vom Ende     |                 | 23 maggio 2003    |                      |
| 6  | Entscheidungen      |                 | 30 maggio 2003    |                      |
| 7  | Neubeginn           |                 | 6 giugno 2003     |                      |
| 8  | Vaterliebe          |                 | 13 giugno 2003    |                      |
| 9  | Frauenpower         |                 | 20 giugno 2003    |                      |
| 10 | Angst geht um       |                 | 1 ottobre 2004    |                      |
| 11 | Florian macht Ärger |                 | 8 ottobre 2004    |                      |
| 12 | Katharina in Not    |                 | 15 ottobre 2004   |                      |
| 13 | Familienglück       |                 | 22 ottobre 2004   |                      |